# Bukovany u Kyjova
Bukovany (deutsch Bukowan, früher Bukowann) ist eine Gemeinde in Tschechien. Sie liegt vier Kilometer nordwestlich von Kyjov und gehört zum Okres Hodonín.

## Geographie

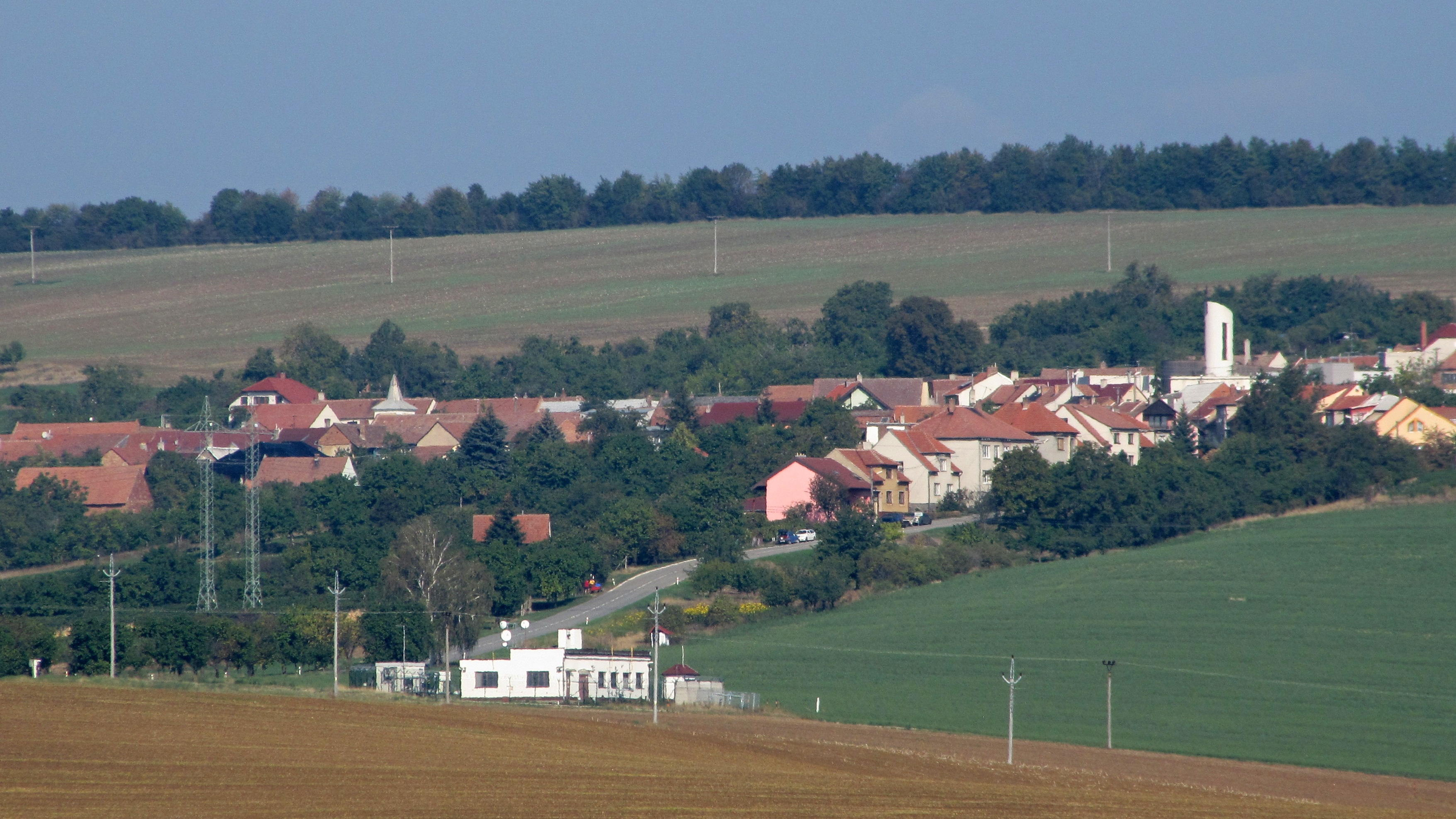
Ortsansicht

Bukovany befindet sich am südlichen Fuße des Steinitzer Waldes im Hügelland Věteřovská vrchovina. Das Dorf erstreckt sich linksseitig über der Quellmulde des Baches Bukovanka. Gegen Osten liegt das Tal der Kyjovka. Nördlich erhebt sich die Bukovany (355 m), im Süden die Nová hora sowie südwestlich die Lysé hory (355 m).
Nachbarorte sind Haluzice im Norden, Bohuslavice im Nordosten, Moravany im Osten, Kostelec, Boršov und Kyjov im Südosten, Svatobořice im Süden, Sobůlky und Věteřov im Südwesten, Ostrovánky im Westen sowie Nechvalín im Nordwesten.

## Geschichte
Die erste schriftliche Erwähnung des Dorfes Budkouene erfolgte am 30. Juni 1131 in einer Urkunde des Olmützer Bischofs Heinrich Zdik über den Besitz des Benediktinerklosters Hradisko. Im Landesarchiv Opava befindet sich eine weitere, dazu zeitlich passende, Urkunde Zdiks über die Übernahme eines Dorfes Velké Bukovany bzw. Bukowitz von Herzog Wenzel I. Im Jahre 1201 wurde das Dorf Bukovany in der Besitzbestätigungskunde des Königs Přemysl Ottokar I. und des Markgrafen Vladislav Heinrich für das Kloster Hradisko aufgeführt.
Durch Mehrdeutigkeit des Ortsnamens und die unterschiedlichen Schreibungen konnten einige der Urkunden bisher nicht genau zugeordnet werden. Gustav Friedrich ging im Codex diplomaticus et epistolaris regni Bohemiae II/21 davon aus, dass in der Urkunde vom 30. Juni 1131, in der neben Budkouene noch elf weitere Dörfer um Kyjov genannt werden, Bukovany gemeint ist. Der Historiker Bohumil Zlámal vertrat die Auffassung, dass der ursprüngliche Name des Ortes Bukoaus lautete. Obwohl sich das Landesarchiv Opava wenig kooperativ zeigte, gilt inzwischen als wahrscheinlich, dass in der dortigen Urkunde von Bukovany bei Olmütz die Rede ist. Noch immer nicht geklärt ist, welches Bukovany in der Urkunde von 1201 genannt ist. Darin werden neben den mehrdeutigen Ortsnamen Tvrdoměřice, Bukovany, Valentiny, Žirákovice, Opatovice und Žiročice noch die Dörfer Tážaly, Náklo und Bohuňovice bei Olmütz sowie weitere drei bei Opava genannt. Zlámal, der sich ab 1982 mit der Klärung dieser Frage beschäftigte, verstarb 1984 während seiner Forschungen. Weitere Recherchen durch den Direktor des Bezirksarchivs Hodonín, Jiří Mráka, blieben im Jahre 1991 ebenfalls ergebnislos.
Das Kloster Hradisko hielt Bukovany bis nach 1350. Anschließend wurde das Gut an verschiedene Pächter weitergereicht. Im Jahre 1539 verkaufte das Kloster Búkovany zusammen mit der Stadt Kyjov an den mährischen Landeshauptmann Jan Kuna von Kunstadt, der ein Jahr später starb. Nachfolgender Besitzer wurde Jan Kropáč von Nevědomí. Am 22. Januar 1548 kaufte sich Kyjov samt Bukovany aus der Untertänigkeit frei. Dadurch wurde das ehemals freie Gut Bukovany von 1548 bis 1785 der Königsstadt Kyjov untertänig. Seit 1553 führte die neue Postverbindung von Gaya nach Brünn über Bukovany. Von 1561 bis 1562 wurden die Steine für den Bau des Rathauses in Kyjov in den Skaly bei Bukovany gebrochen, ebenso ab 1567 für den Bau der Stadttore. Ab 1581 lieferten die Steinbrüche in Bukovany und Vřesovice das Material für die Errichtung der Stadtbefestigung von Kyjov. Im Jahre 1605 wurde das Dorf beim Einfall der siebenbürgischen Aufständischen unter Stephan Bocskai verwüstet. 1623 fielen ungarische Aufständische unter Gábor Bethlen in Bukovany ein. Im Jahre 1656 bestand das Dorf aus 37 Anwesen, davon waren 28 bewirtschaftet, acht neu bewirtschaftet und eines wüst. Es wird angenommen, dass Bukonavy zu dieser Zeit etwa 144 Einwohner hatte. 1678 wurde das Dorf von den Kuruzen und fünf Jahre danach von den Türken geplündert. Nachdem die Stadt Kyjov 1666 Kelčany aufgekauft hatte, hatten die Bewohner von Bukovany ihre Frondienste in den Weinbergen von Kelčany abzuleisten. Während der Amtszeit des Kyjover Oberbürgermeisters Daniel Polanský erfolgte zwischen 1693 und 1714 eine Verschärfung der Fronpflichten. Die Bewohner von Bukovany verweigerten die Zahlung der von Polanský aufgrund einer falschen Bodenbeschaffenheit von 30 auf 45 Gulden pro Jahr erhöhten Steuern und die Gemeinde sowie ihre Bewohner führten etliche, jedoch vergebliche Beschwerden. Im Jahre 1728 war die Steuerschuld von Bukovany auf 750 Gulden angewachsen. Der Oberbürgermeister Edmund Anton Wendorf ließ das Land seines Hauptwidersachers Petr Horáček einziehen und ihn kurzzeitig festsetzen. Mittels der Verhängung von Prügelstrafen erreichte Wendorf, dass alle Schuldner ihre rückständigen Abgaben bis zum 18. Oktober 1731 beglichen hatten. Horáček wurde danach zum Bettler und starb 1741. Nach weiteren Eingaben der Bewohner gegen die falsche Steuerbemessung wurden diese am 17. Juli 1777 für unrechtmäßig erklärt. Die Reste der Wälder um Bukovany wurden 1740 gerodet, um Weideland für die Schafzucht zu schaffen. 1752 entstand in Gaya eine Postsammelstelle, die die bisherige Erbpost ablöste. 1763 lebten in den 72 Häusern des Dorfes 325 Personen. Nachdem Kaiser Joseph II. am 1. November 1781 das Patent über die Aufhebung der Leibeigenschaft erlassen hatte, dauerte es noch bis zum 28. Juni 1785, ehe der Magistrat von Gaya dieses realisierte. Im Jahre 1834 hatte Bukovany 608 Einwohner. Bis zur Mitte des 19. Jahrhunderts blieb Bukovany der Stadt Gaya untertänig.
Nach der Aufhebung der Patrimonialherrschaften bildete Bukovany/Bukowann ab 1850 eine Gemeinde in der Bezirkshauptmannschaft Gaya. Nach der Aufhebung des Okres Kyjov wurde der Ort 1960 dem Okres Hodonín zugeordnet. 1961 erreichte das Dorf mit 893 Einwohnern die höchste Bevölkerungszahl in seiner Geschichte. Zwischen 1980 und 1990 war Nechvalín eingemeindet. Seit 2004 führt Bukovany ein Wappen und Banner.

## Gemeindegliederung
Für die Gemeinde Bukovany sind keine Ortsteile ausgewiesen. Bukovany besteht aus den Ortslagen Dědina, Dolní Konec, Hřiska, Močidlo, Nivy und Zahrádky.

## Sehenswürdigkeiten
- Kapelle

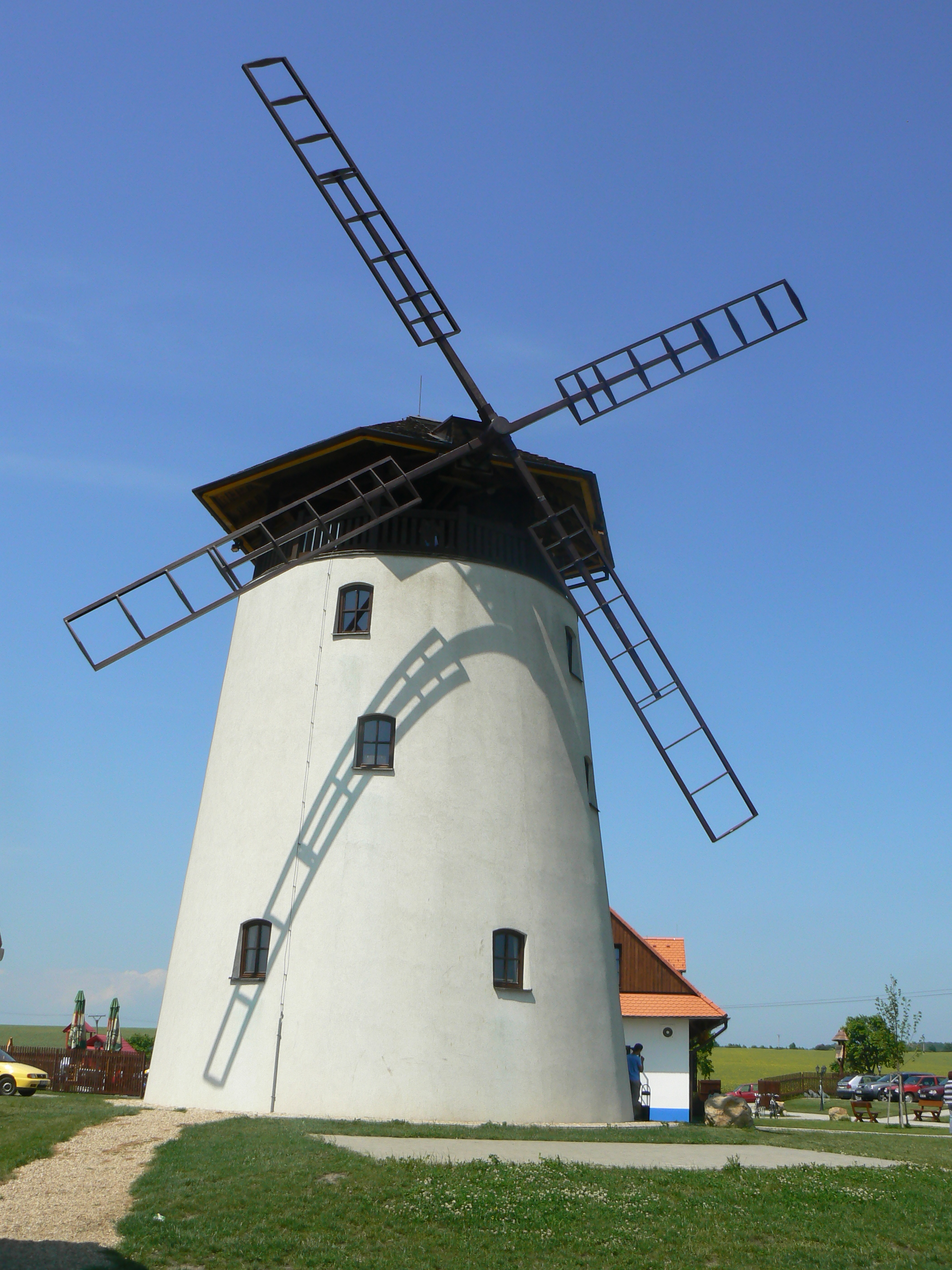
Aussichtsturm Bukovanský mlýn

- Aussichtsturm Bukovanský mlýn, westlich des Dorfes an der Straße nach Ostrovánky, der als Nachbau einer Windmühle von Josef Kouřil aus Kyjov errichtete 15 m hohe Bau wurde 2004 fertiggestellt. Das Kaminzimmer im Parterre dient als Probenraum des Männerchores. Im ersten Stock befindet sich ein Ausstellungsraum für Kunst, Gemälde und Keramik, das zweite Geschoss beherbergt eine Ausstellung zur Geschichte und dem Leben in Bukovany. Darüber liegt das Aussichtsgeschoss. Im Jahre 2007 entstand um den Bukovanský mlýn ein Komplex mit einem Hotel, einer Gaststätte, Weinkeller, Rotunde und vier slowakischen Chaluppen.
- Statue des hl. Johannes von Nepomuk, am Dorfanger in der Dědina
- moderne Skulptur Heiliger Urban
- Nischenkapelle der hl. Anna, nördlich des Dorfes, errichtet 1995 an der Stelle eines hölzernen Heiligenbildchens am Feldweg nach Bučovice